# 通化站
通化站，位于中华人民共和国吉林省通化市东昌区长流村，是沈白客运专线、梅集铁路、通灌铁路上的二等站。车站由中国铁路沈阳局集团通化车务段管辖，主要办理客运业务。
该车站始建于1937年，原址位于东昌区建设大街1338号。因通化地区普速铁路外迁工程，车站既有的客运整体移至城西新建车站（工程名“通化西站”），解编业务搬迁至新建桃园村站；货运搬迁至二密河站。2025年6月30日下午，通化站整体搬迁至于长流村的新站址。

## 歷史

### 老站址时期
车站随梅集铁路建于1936年12月，1937年11月交付运营。梅集铁路从浑江西岸经第一浑江铁路大桥（又称128铁路大桥）进入东岸后引入车站。早在1920年代的营盘至满浦镇铁路的勘测设计中，满铁便认为通化县城附近一带余地不多且容易遭受水害，无法满足甲等车站规模的通化车站的用地需求，因而将站址选定在浑江对岸的一处平坦地带:12。
建成之初车站站场设有10条股道，是办理客货运输和编解列车的二等区段站:463。1945年站场股道扩建至16条:463。同年8月16日凌晨，731部队搭乘撤离列车于车站调车场停靠时，接到了日本投降、部队就地解散的命令，上级要求各军人就地焚烧能证明其部队身份的一切物品:92。1955年重建车站站房，可容纳旅客700余人。1958年修筑南北简易驼峰，1959年升为一等站:463。
1970年10月修建信号集中楼，改建电气集中连锁设备。至1985年，通化站站线发展到27条，另有段管线5处33条、企业专用线9条:463。1996年，在原站舍基础上新建了候车室，增设了旅客进站环廊和出站地下通道。
截至2007年，通化站为客货横列式一级二场区段站。车站站场设有正线1条、到发线8条，旅客站台3座；编组场设有调车线9条、机走线1条；同时引出牵出线4条、段管线6条和专用线5条。车站南咽喉引出梅集、通灌和机务段和新通化支线；车辆段和客车整备场横列于位于调车场外侧。车站除办理旅客乘降业务外，还同时担负着通化—梅河口、通化—白山市、通化—集安三方面列车的编解、货运检查作业和周边县市的整车发到、专用线整车发到业务，下辖新通化站货场。此外，车站在中国铁路军事运输工作中占据着非常重要的地位。
2012年9月26日通灌铁路通车启用。铁路自市区西南的通化县河口村经湾湾川隧道、石棚、长流后，和梅集铁路平行过浑江平行引入车站。2013年11月1日通灌铁路开通客运服务。

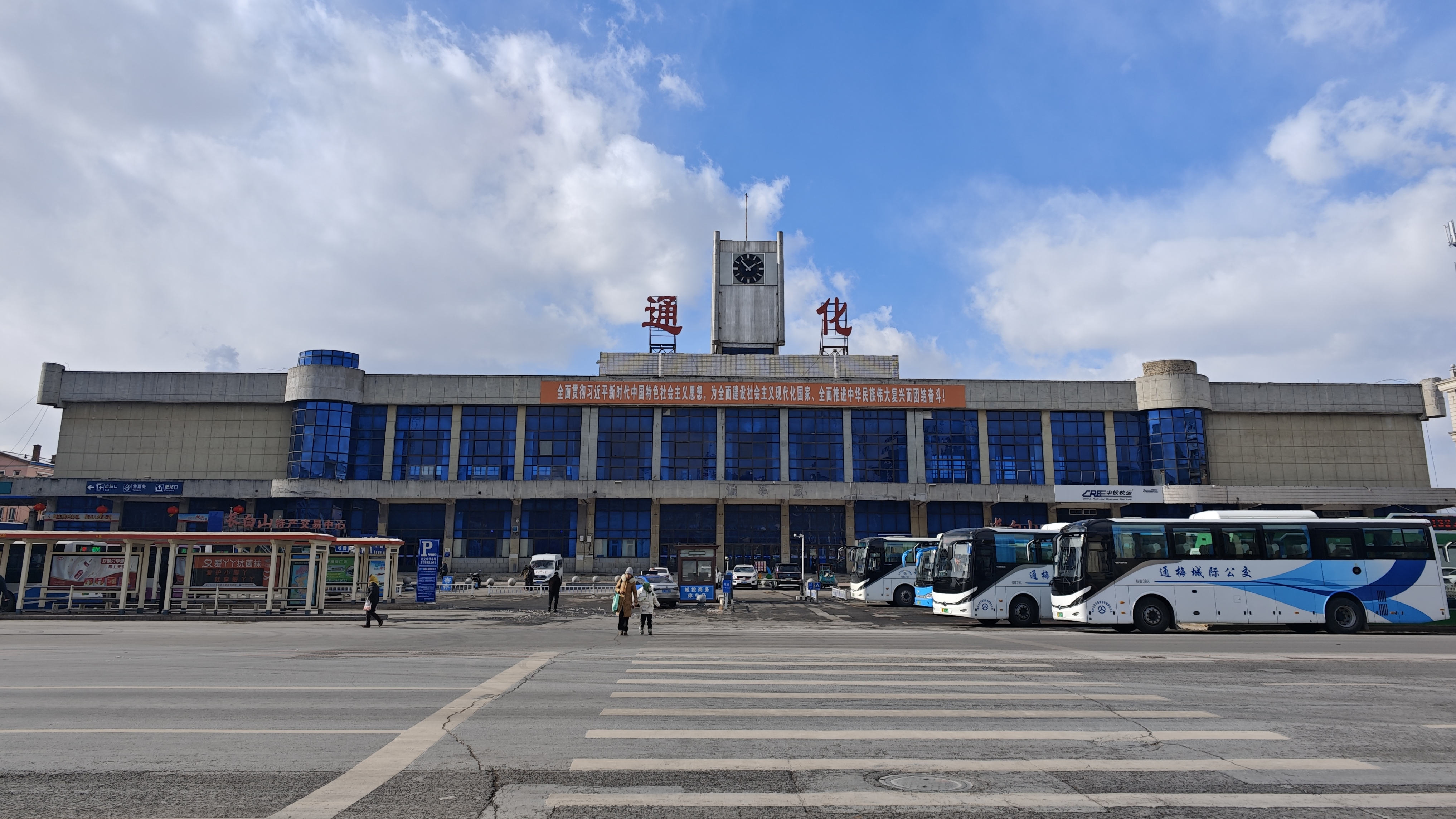
老站站房
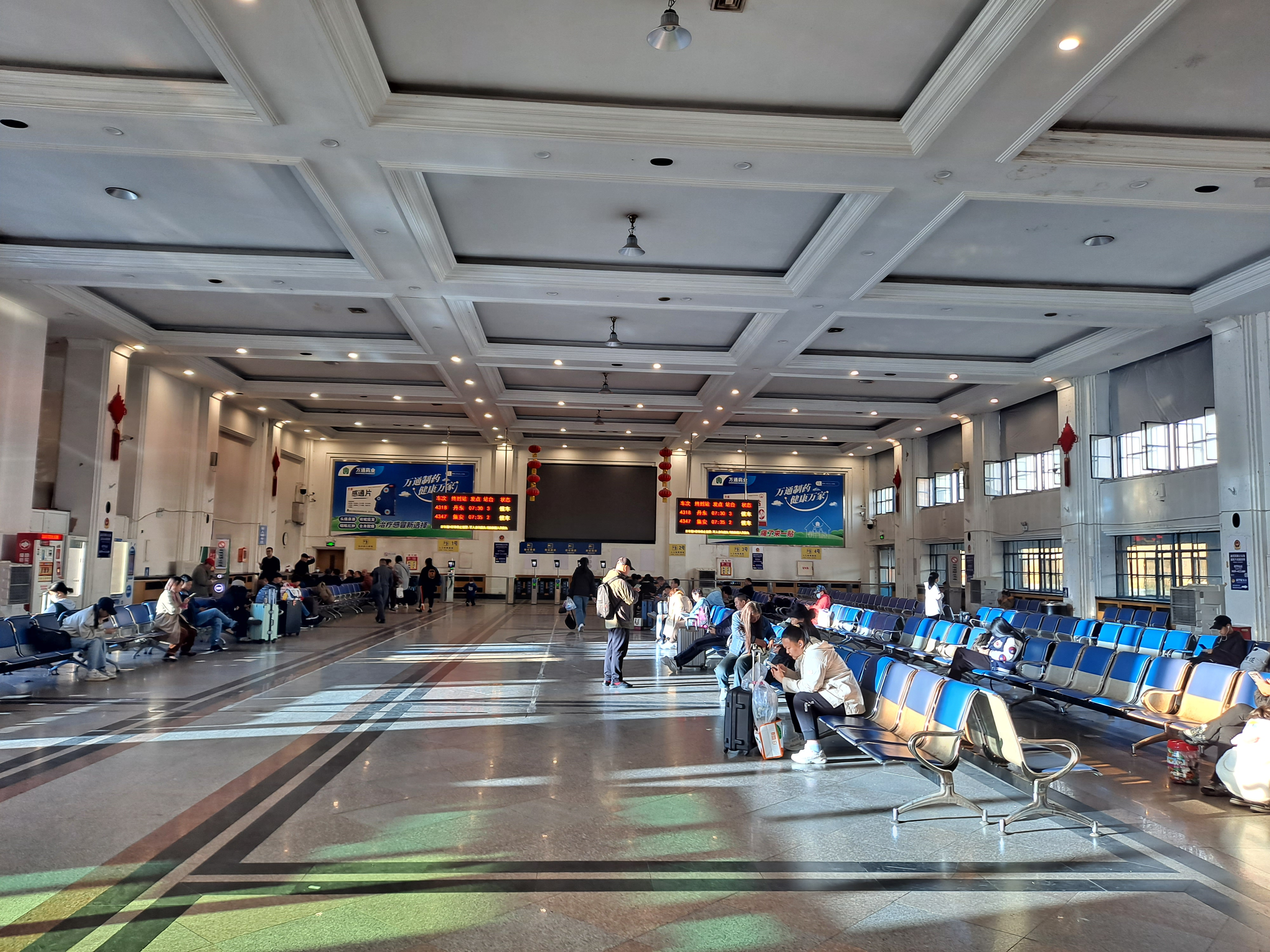
候车大厅
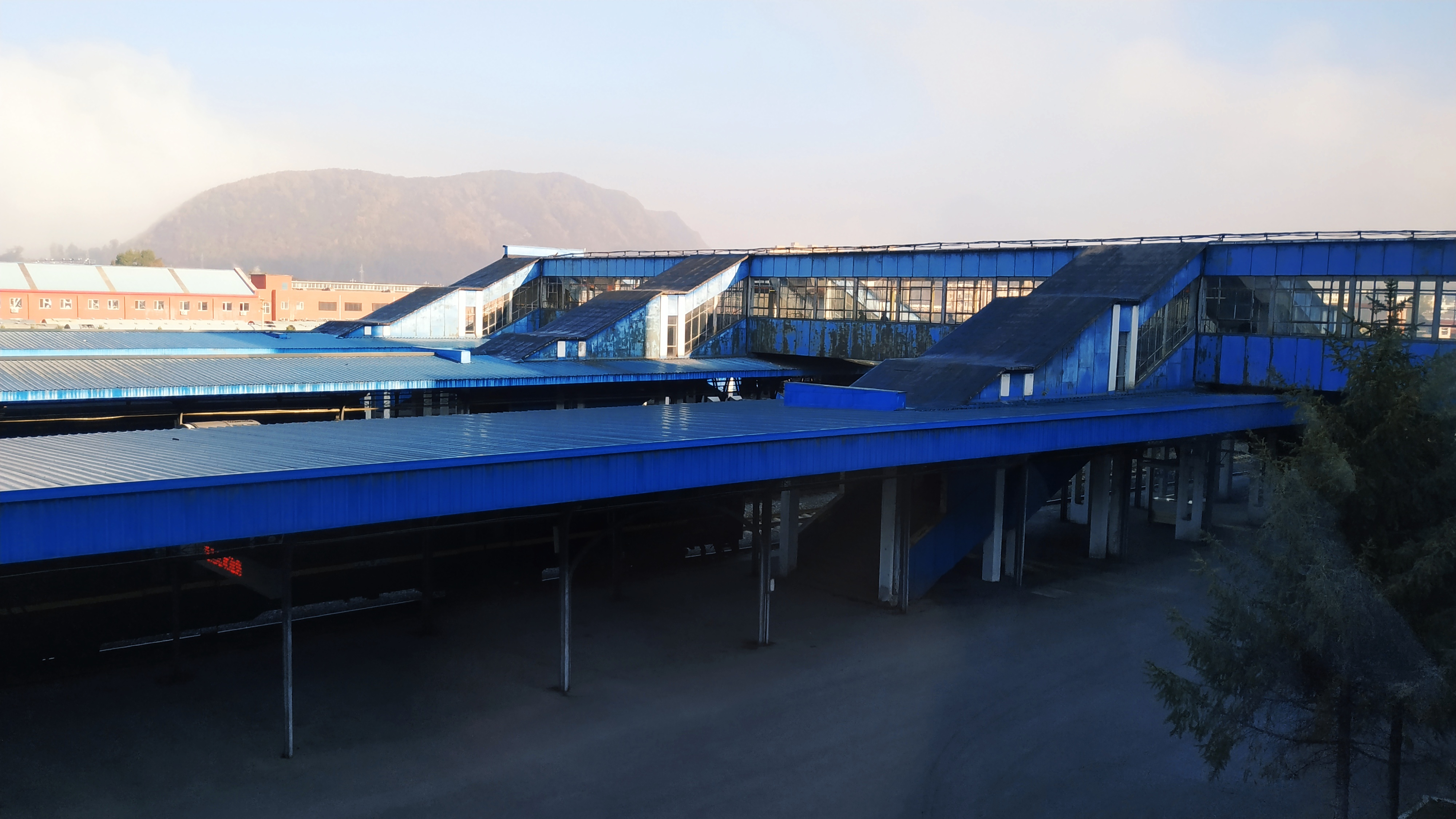
车站站场和天桥
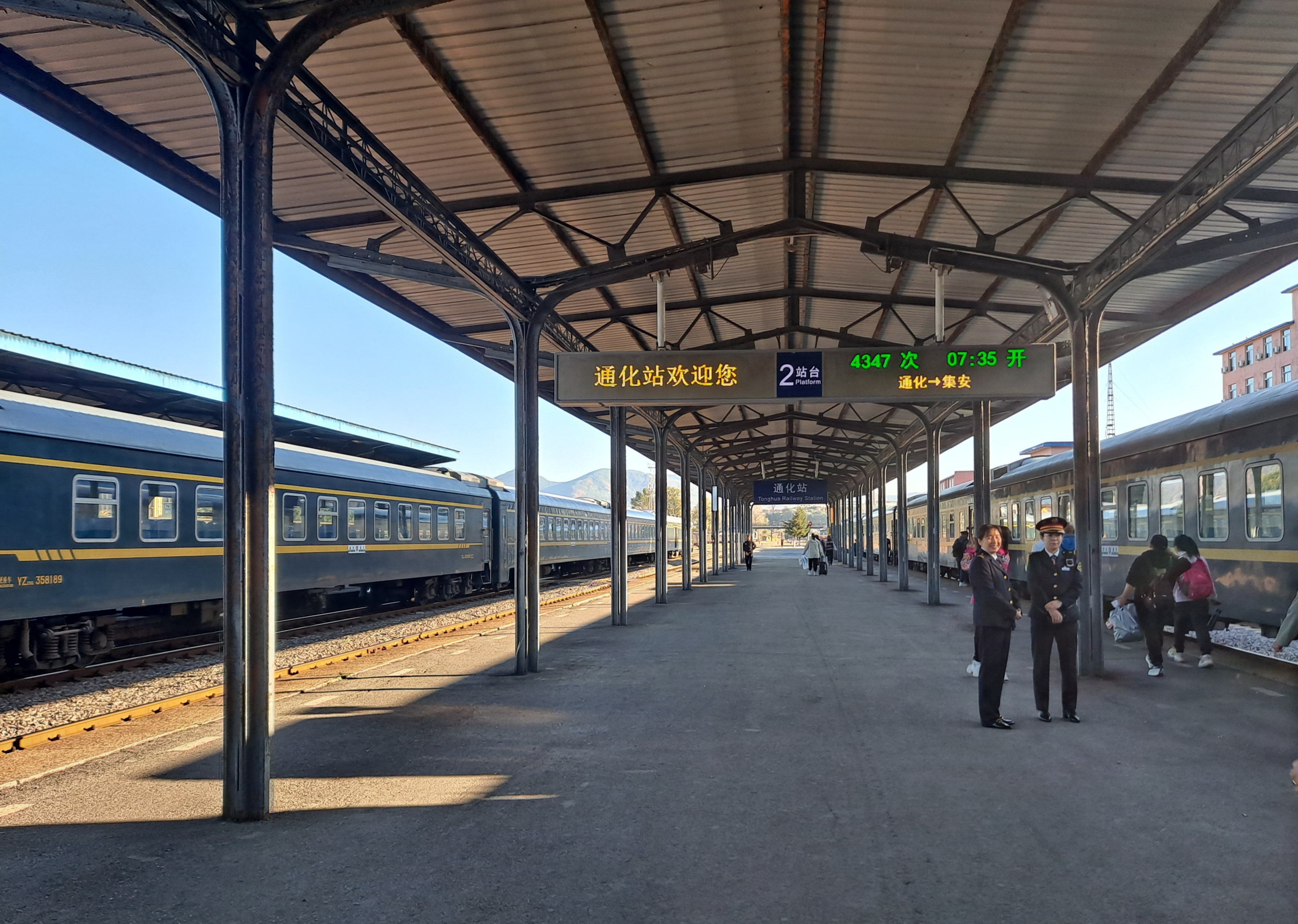
通化站2站台
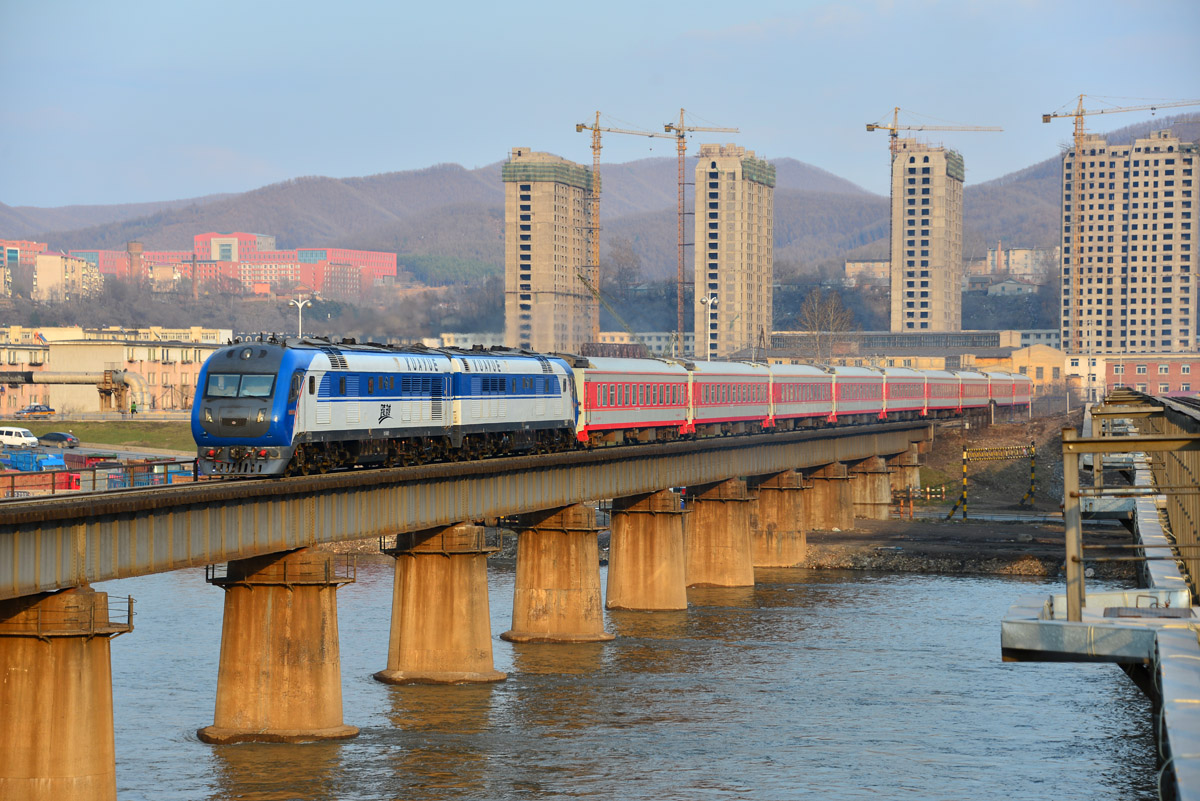
车站西侧的梅集铁路128大桥，右侧为通灌铁路大桥（2012年）

### 车站迁址
沈白高铁在引入通化市区规划设计阶段存在三个备选方案：引入既有通化站、在长流村新建通化西站或在长胜村新建通化北站。结合工程投资、拆迁规模、施工难易、对既有线运营影响和城市总体发展规划等多方面因素分析，最终选定在哈尼河南岸长流村新建通化西站方案2022年5月，通化西站正式开工；2022年8月同步实施通化地区普速铁路外迁工程开工：既有梅集铁路从二密河站通过车站后，在东侧新建哈尼河特大桥、浑江特大桥后引入桃园村站；通灌铁路新建官自联络线从东侧引入车站。
2025年6月30日上午，在发出最后一班旅客列车K7522次后，老通化站停止服务，新通化站正式定名为“通化站”并开通客运，当日下午正式投入使用。

## 车站结构
通化站项目设计用地共32468平方米，南北两侧各设有一座站前广场，面积分别为5033平方米和8037平方米，其中北广场设有落客平台高架桥。工程计划投资26535.47万人民币。
新通化站站房由中央高架站房和南、北站房三个建筑单体组成，建筑总高度约为32.9米，站房综合楼总面积29999平方米。新通化站设计有高速场4台8线、普速场3台5线，两场共用一座岛式站台。各站台通过高架候车室和两座地道连接。在沈白客运专线场预留的四通城际铁路、通丹城际铁路引入场，供未来到发四平及丹东方向客专。通化西站站场西侧设有动车存车场和综合维修车间。

## 交通接驳
新通化站开通前夕，仅有110路开往长流村供销社方向单向停靠，随着6月30日启用，通化公交公司开通8条G字头公交专线。

## 外部連結
- 维基共享资源上的相關多媒體資源：通化站